# Jackie Wright
Pour les articles homonymes, voir Wright.
John Wright dit Jackie Wright est un comédien britannique né en 1905 à Belfast (Irlande du nord) où il est mort en janvier 1989. Il a été rendu célèbre par sa participation aux sketches de Benny Hill dans lesquels il jouait le rôle du « petit vieux » qui se faisait taper sur la tête par ses compagnons.

## Biographie
Wright était l'aîné d'une famille de douze enfants. Il travailla dans l'industrie automobile et sur les chaînes de construction des usines Ford aux États-Unis. Lors de la « Grande Dépression », Wright retourna à Belfast et se lança dans une carrière artistique, tout d'abord comme musicien puis comme comédien.
Ses premières apparitions à la télévision remontent aux années 1960 où il fut découvert par Benny Hill qui lui demanda de rejoindre sa troupe. À ce moment, Hill débutait sa collaboration avec Thames Television. Dans les sketchs, Hill le surnommait « Little Jackie ». Il participe à divers rôle dans le Benny Hill Show durant 15 ans (1968-1983). Wright a également participé à Whoops Baghdad! (en), une série comptant six épisodes de trente minutes. Sa popularité grandit en même temps que la diffusion du Benny Hill Show à l'étranger dans les années 1970. 
Il n'a jamais été marié, après avoir essuyé deux refus de demande en mariage. Jackie Wright est resté célibataire jusqu'à la fin de ses jours, il a vécu chez une de ses sœurs jusqu'à son décès en janvier 1989.

## Filmographie

### Cinéma
- 1974 : The Best of Benny Hill : rôles divers
- 1975 : Three for All : un vieil homme

### Télévision
- 1963 : The Dick Emery Show
- 1968-1983: The Benny Hill Show : rôles divers
- 1973 : Whoops Baghdad! : le sultan de Bangdor / l'acheteur / le pinceur de fesses
- 1976 : Angels : Mr. Stayning
- 1981-1982 : The Jim Davidson Show : rôles divers